# بين سايمور (لاعب كرة قدم)
بين سايمور (بالإنجليزية: Ben Seymour)‏ هو لاعب كرة قدم بريطاني، ولد في 1999 في واتفورد في المملكة المتحدة. لعب مع نادي إكزتر سيتي.